# 休哥 (科罗拉多州)
休哥（英語：Hugo）是美国科罗拉多州林肯縣中的一个镇。根据2000年的人口普查休哥共有885名居民，它是林肯县的县府。

## 地理
休哥的地理位置为北纬39°8'1"，西经103°28'5"。
根据美国人口调查局的数据休哥的总面积为2.5平方公里，全部为陆地面积。

## 人口
根据2000年的人口普查数据休哥有885名居民，分353个户和230个家庭，其人口密度为每平方公里335.9人。其中白人占96.38%、美国黑人占0.79%、美洲土著人占1.24%、其它人种占0.45%、混血儿占1.13%、西班牙裔和拉丁美洲裔的人占3.84%。
镇内的353个户中有31.4%的户有18岁以下的未成年人、52.1%是结婚夫妇、11.0%是带孩子的单身妇女、34.6%不是家庭、30.9%是单身汉、13.6%有65岁以上的老年人。平均每户2.35人，家庭的平均大小为2.94人。
镇内的人口结构为25.2%的人在18岁以下、7.3%的人在18至24岁之间、26.0%的人在25至44岁之间、23.7%的人在45至64岁之间、17.7%的人在65岁以上。平均年龄为39岁。女子对男子的性别比为100：85.5，18岁以上的成年人的性别比为100：81.9。
每户的平均年收入为30,259美元，家庭的平均年收入为36,667美元。男子的平均年收入为29,583美元，女子的平均年收入为20,536美元。人均年收入为15,559美元。约10.4%的家庭和12.3%的居民生活在贫困线以下，其中包括14.2%的未成年人和15.7%的老年人。
39°8′1″N 103°28′5″W / 39.13361°N 103.46806°W